# Stanca
Stanca – wieś w Rumunii, w okręgu Braiła, w gminie Stăncuța. W 2011 roku liczyła 327 mieszkańców.